# Sutton Hoo
Sutton Hoo ist eine archäologische Ausgrabungsstätte in der Nähe der Stadt Woodbridge, Suffolk, in der ostenglischen Region East Anglia.

Königreich East Anglia während der frühen Angelsachsen-Periode, mit Sutton Hoo im Südosten nahe der Küste

## Ausgrabung und Befund
Im Jahr 1939 fand der lokale Archäologe Basil Brown (22. Januar 1888–12. März 1977) im Auftrag von Edith Pretty in Sutton Hoo am Hochufer des Flusses Deben ein angelsächsisches Bootsgrab. Es stammte aus dem 7. Jahrhundert und war offenbar von Grabräubern verschont geblieben. Die reichen Beigaben der Grabausstattung eines angelsächsischen Fürsten oder Anführers zeigen einheimische, irische, skandinavische, merowingische und ostmediterrane Einflüsse. So wiesen Analysen von am Schiff gefundenem Bitumen nach, dass dieses aus dem Nahen Osten stammte. Zu den Silberfunden aus dem Schiffsgrab siehe 
Der dort beigesetzte Herrscher wurde in einem 27 m langen und 4,5 m breiten Langschiff bestattet. In der historischen Forschung wird meistens davon ausgegangen, dass es sich bei dem Herrscher um Rædwald von East Anglia († zwischen 617 und 625) gehandelt hat, wenngleich dies nicht gesichert ist. Für Raedwald sprechen die zeitlich passenden merowingischen Münzprägungen und seine Machtstellung in dieser Zeit, wozu die reichen Grabbeigaben passen. Er wird im Eintrag des Jahres 827 (829) des A-Manuskripts der Angelsächsischen Chronik, der wiederum auf Angaben in Bedas Historia ecclesiastica gentis Anglorum beruht, als Bretwalda bezeichnet.
Der Schiffsrumpf bestand aus überlappenden Planken, die mit eisernen Nägeln zusammengehalten wurden. Es bot Platz für ca. 20 Ruderer auf beiden Seiten. Es gibt keine Überreste von Segeln.
Die Grabungen Martin Carvers deckten weitere reiche Gräber im Umfeld des Hügels auf. Nach der Christianisierung der Angelsachsen diente das Gelände als Richtstatt, die Körper einiger Opfer haben sich als Sandformen erhalten.

## Museum
Sutton Hoo gehört heute dem National Trust. Das Gelände mit den teilweise wieder aufgeschütteten Grabhügeln kann über zwei Rundwege besichtigt werden. Im Eingangsbereich befindet sich ein im Jahr 2002 eröffnetes Museum, in dem unter anderem ein aufwändiges Modell des Königsgrabes zu sehen ist. Außerdem befinden sich hier die Nachbildungen der Funde von 1939, unter anderem eines Goldhelmes. Das Original befindet sich im British Museum in London. Vor Ort werden die Funde aus den Grabungen von Martin Carver ausgestellt.

Teile des Sutton-Hoo-Fundes im British Museum oder in der Sutton Hoo Exhibition Hall
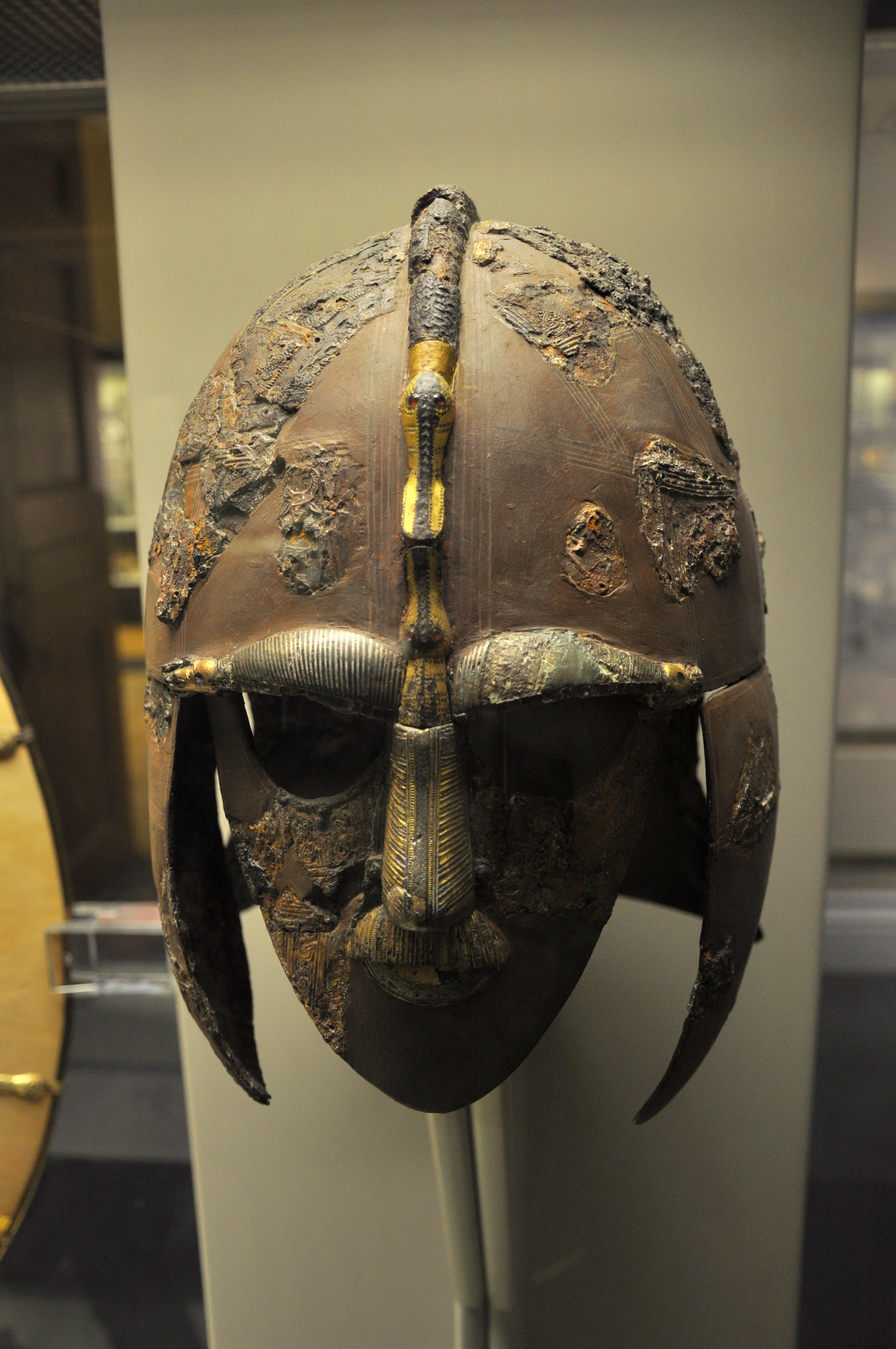
Spangenhelm eines Kriegerfürsten (Helm von Sutton Hoo).
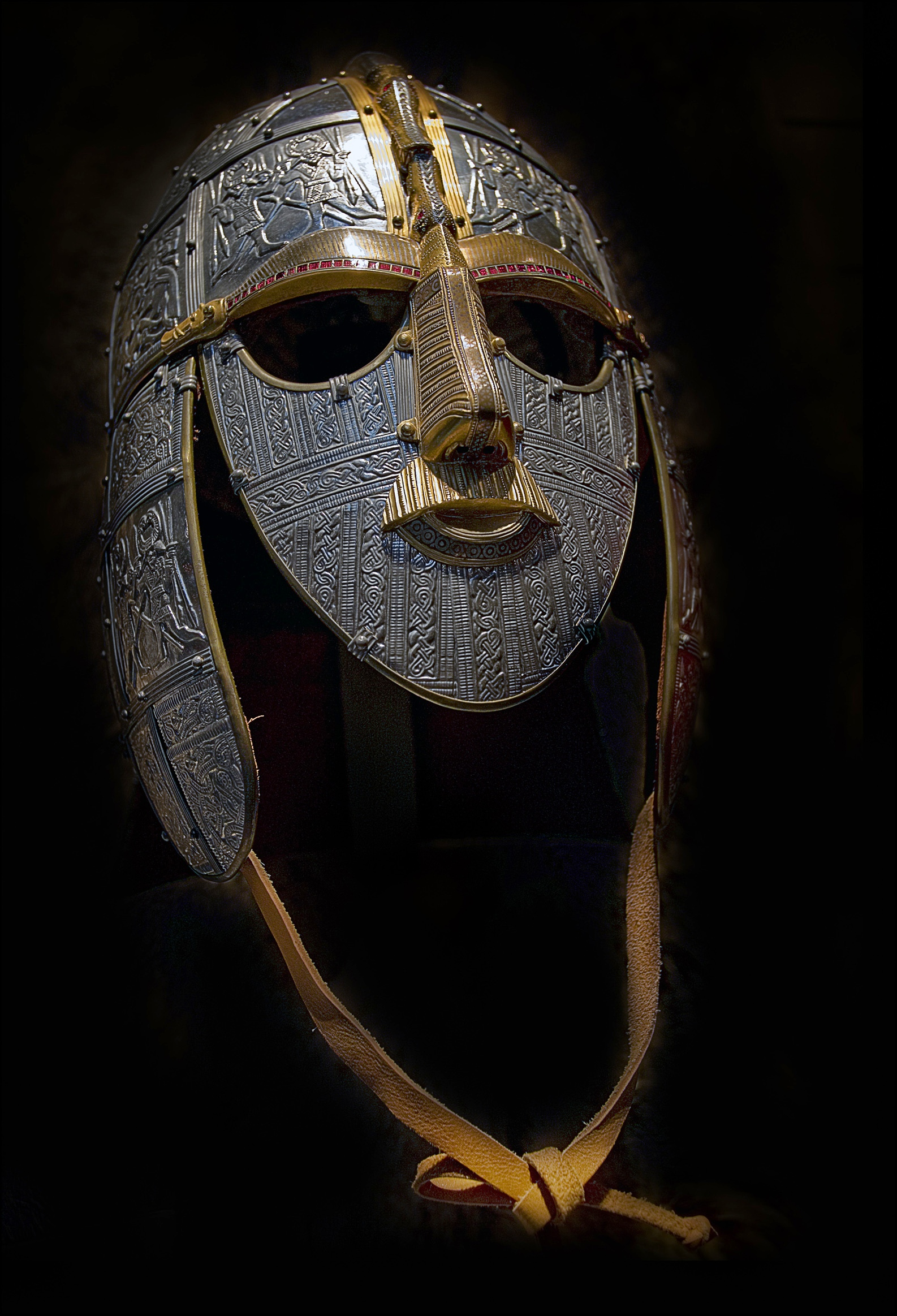
Rekonstruktion des Helms.
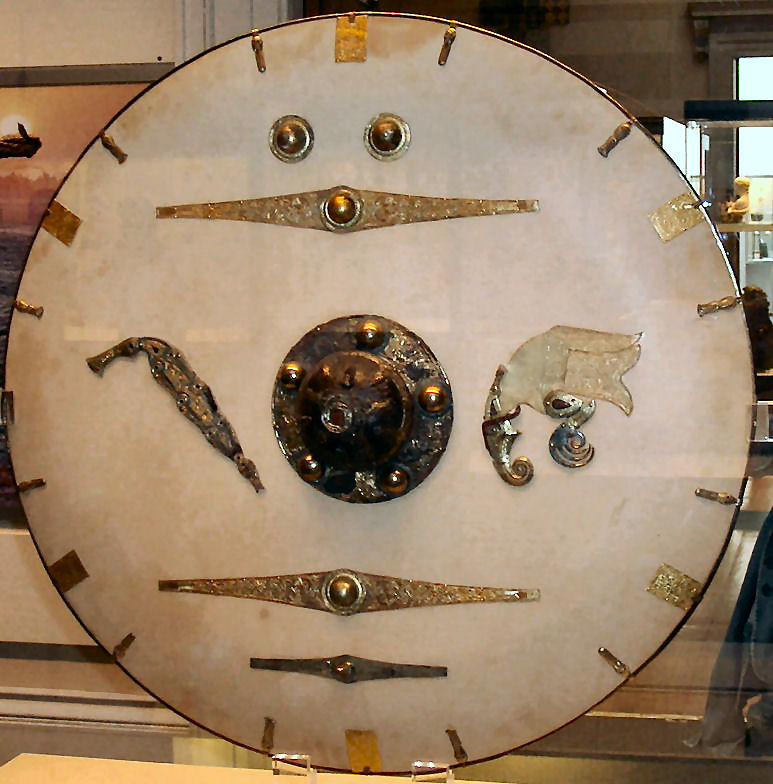
Schild (Rekonstruktion mit Originalbeschlägen)
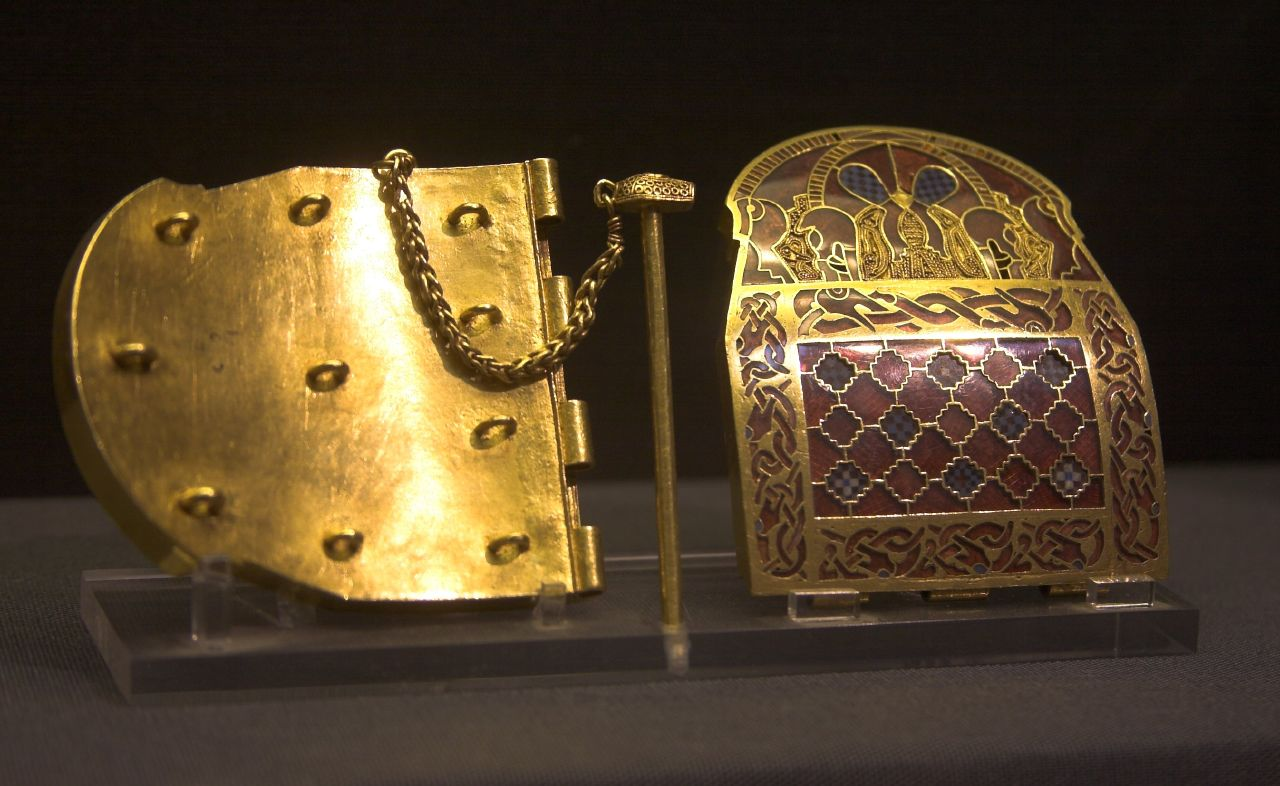
Fibel offen
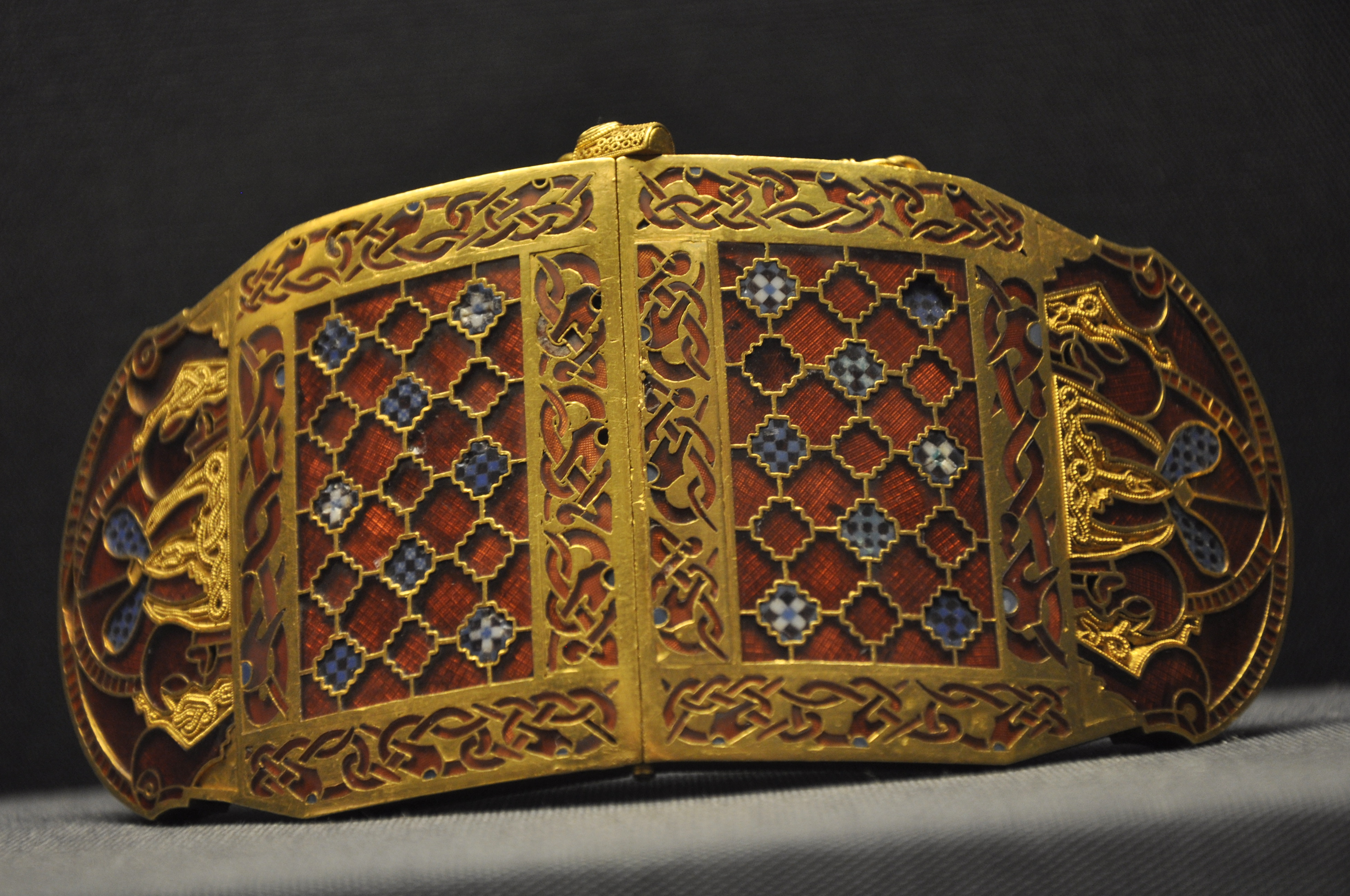
Fibel geschlossen
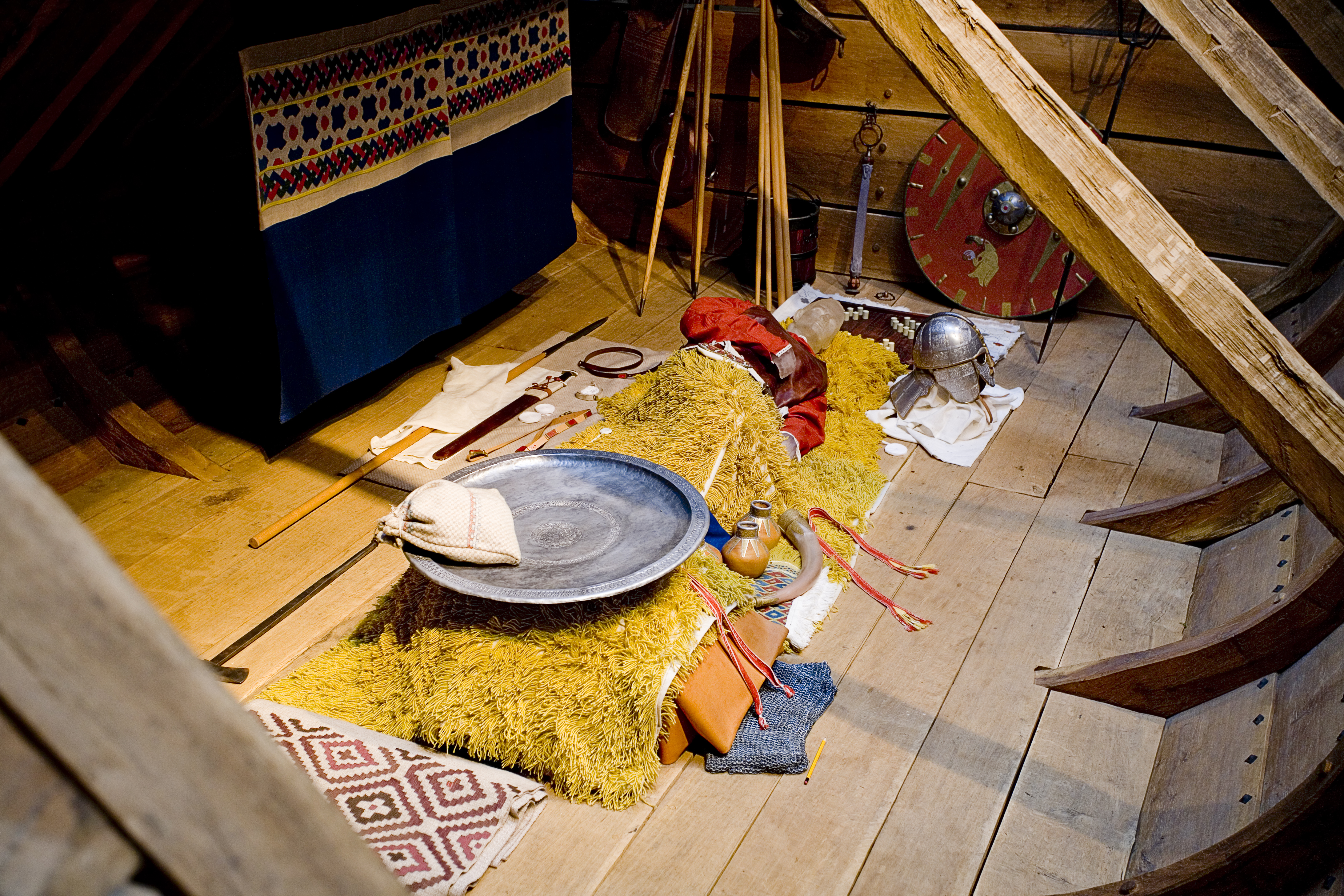
Rekonstruktion der Grabkammer

## Roman und Film
The Dig (2007) ist ein historischer Roman von John Preston (geboren 1953), der die Ausgrabung von 1939 nacherzählt. Preston begann mit den Recherchen, als er herausfand, dass die bekannte, an der Ausgrabung beteiligte englische Archäologin Cecily Margaret Piggott (geb. Preston) seine Tante war.
Ein von Netflix produzierter Film gleichen Namens (deutsch Die Ausgrabung) mit Carey Mulligan und Ralph Fiennes in den Hauptrollen wurde im Januar 2021 veröffentlicht. Er basiert auf dem Buch von Preston. Margaret „Peggy“ Piggott wird in dem Film von Lily James verkörpert.